# Pilkalampinoppi

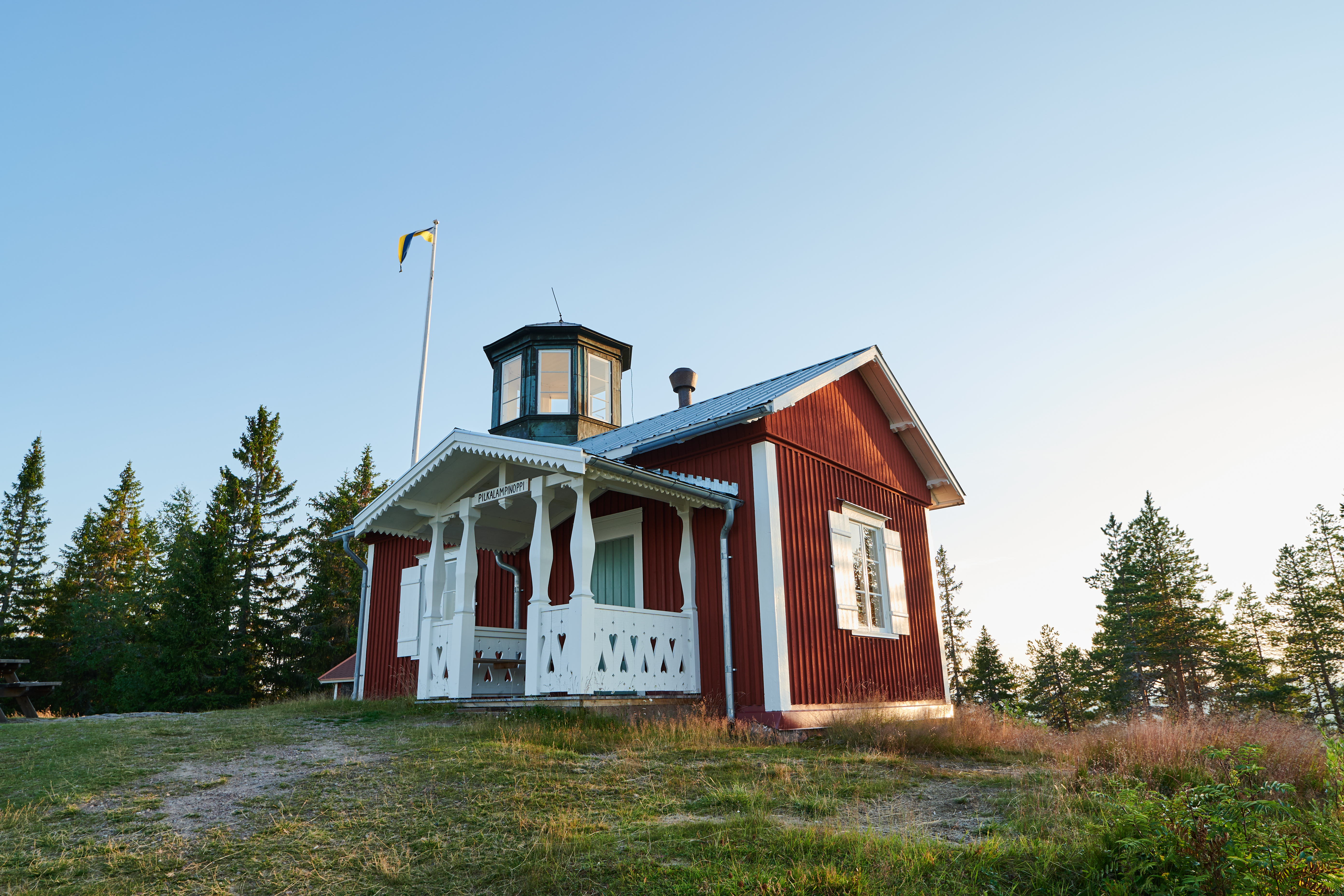
Brandtornet på Pilkalampinoppi

Pilkalampinoppi är ett berg som mäter 645 m ö.h. i Orsa Finnmark i Dalarna, i de västra delarna av Ljusdals kommun, Gävleborgs län. På toppen av berget finns ett brandtorn.
Man når bergstoppen genom att svänga av E45 och svänga västerut cirka 20 km norr om Noppikoski och följa vägen 10 km. Vid återvändsgränden nedanför toppen går en cirka 200 meter lång, relativt tvär gångväg till toppen. På toppen finns brandtornet som man kan gå in och upp i och även dass, matkällare, en brukbar brunn och väl fungerande bord och bänkar utomhus. Pilkalampinoppi nås även genom att i Noppikoski svänga av mot Älvho och då i trevägskorsningen strax före Älvho köra rakt fram. Brandtornet sköts av Orsa besparingsskog och är i gott skick. Dess historia finns kortfattat beskriven i byggnaden.